# Cicadas (Babakancikao)
Cicadas is een bestuurslaag in het regentschap Purwakarta van de provincie West-Java, Indonesië. Cicadas telt 5468 inwoners (volkstelling 2010).